# Sophie d'Isembourg
Titre
Épouse du prétendant au trône royal de Prusse et au trône impérial allemand
Depuis le 27 août 2011
(13 ans, 6 mois et 15 jours)
Sophie d'Isembourg (Sophie Johanna Maria Prinzessin von Isenburg), née le 7 mars 1978 à Birstein, est l'épouse du prince Georges-Frédéric de Prusse, chef de la maison royale de Prusse (maison de Hohenzollern), arrière-arrière-petit-fils du dernier empereur Guillaume II.

## Biographie
Sophie, princesse d'Isembourg est née le 7 mars 1978 à Francfort-sur-le-Main, de Franz Alexander Karl Friedrich Christian Hubert Georg Gabriel Maria, prince d'Isembourg, et de Christine, comtesse von Saurma, baronne von und zu der Jeltsch, tous deux de confession catholique. Ses frères sont le prince héréditaire Alexandre et le prince Victor, ses sœurs l'archiduchesse Catherine d'Autriche-Este et la princesse Isabelle de Wied.
Après des études d'administration commerciale, elle travaille en tant que chef de projet dans une société de conseil auprès d'organisations à but non lucratif.
Le 27 août 2011, elle épouse à Potsdam le prince Georges-Frédéric de Prusse. Le couple se marie en dépit des statuts matrimoniaux de la Maison royale de Prusse qui impose au titulaire de la couronne un mariage avec une princesse de religion protestante,, (Sophie étant catholique). Georges-Frédéric et Sophie de Prusse ont quatre enfants : 
- Carl Friedrich de Prusse (Carl Friedrich Franz Alexander), prince de Prusse, né le 20 janvier 2013 à Brême ;
- Louis Ferdinand de Prusse (Louis Ferdinand Christian Albrecht), prince de Prusse, né le 20 janvier 2013 à Brême ;
- Emma Marie de Prusse (Emma Marie Charlotte Sophie), princesse de Prusse, née le 2 avril 2015 ;
- Heinrich Albert de Prusse (Heinrich Albert Johann George), prince de Prusse, né le 17 novembre 2016.